# 3919 Меніенінг
3919 Меніенінг (3919 Maryanning) — астероїд головного поясу, відкритий 23 лютого 1984 року.
Тіссеранів параметр щодо Юпітера — 3,625.